# Faro de Porto Colom
El Faro de Porto Colom se encuentra en la localidad española de Porto Colom, municipio de Felanich, Mallorca. Su torre mide 25 m y alcanza 42 m de altura sobre el nivel del mar.

## Historia
Su construcción se incluye en el Plan General de Balizamiento de las Costas y Puertos de España de 1861. En 1918 se aumenta la torre en 6,5 m con el fin de conseguir un mayor alcance y se cambia la linterna primitiva por otra cilíndrica de montantes inclinados. En 1965 la señal fue electrificada y para evitar interferencias de los haces luminosos con las edificaciones próximas, se produce un nuevo recrecimiento de la torre de 10 m.